# Carlo Azeglio Ciampi
Carlo Azeglio Ciampi (Livorno, 1920. december 9. – Róma, 2016. szeptember 16.) olaszországi politikus és bankár volt. 1993 és 1994 közt Olaszország 49. miniszterelnöke, 1999 és 2006 között az ország tizedik 
köztársasági elnöke. Különböző miniszteri pozíciókat is betöltött.

## Fordítás
- Ez a szócikk részben vagy egészben  a   Carlo Azeglio Ciampi című angol Wikipédia-szócikk ezen változatának fordításán alapul.  Az eredeti cikk szerkesztőit annak laptörténete sorolja fel. Ez a jelzés csupán a megfogalmazás eredetét és a szerzői jogokat jelzi, nem szolgál a cikkben szereplő információk forrásmegjelöléseként.

| Elődje: Oscar Luigi Scalfaro | Az Olasz Köztársaság elnöke 1999. május 18. – 2006. május 15. | Utódja: Giorgio Napolitano |